# 小行星3172
小行星3172（3172 Hirst）是一颗围绕太阳公转的小行星。1981年11月24日，愛德華·鮑威爾在可可尼诺县发现了此天体。
該小行星以南非天文學家威廉·帕金森·赫斯特（William Parkinson Hirst）命名。
这颗小行星的绝对星等为271.0662411114601等。